# Universidad Católica de Lyon
La Universidad Católica de Lyon (en francés Université catholique de Lyon), también conocido como el Instituto Católico de Lyon (Institut catholique de Lyon), es una universidad privada con sede en Lyon, Francia.

## Historia
La Universidad Católica de Lyon se ha situado en la confluencia de los ríos Saona y Ródano, en el centro de Lyon desde su fundación. Su creación en 1875 fue iniciado por laicos católicos tras la aprobación de una ley sobre la libertad de la educación superior. Las primeras clases comenzaron en 1877.

## Campus y facultades
La Universidad Católica de Lyon se ha situado en dos campus que están cerca uno del otro en el centro de la ciudad:
El campus Carnot casa la Facultades de Teología, Filosofía, Lengua y Literatura y la Escuela ESTRI de traducción y relaciones internacionales, junto con el rectorado, la administración y los servicios centrales de la universidad.
El campus Saint-Paul casa las Facultades de Derecho y Ciencias juridicas, Ciencias Economícas y Management, incluyendo la escuela de negocios ESDES, Biotecnologias y Ciencias de la Salud con la escuela de ingenieros ESTBB.
Desde julio 2024, el teólogo Padre Grégory Woimbée es el rector.

## Datos
Cuenta con 12.100 estudiantes, incluyendo 2.100 en el extranjero. Con 338 profesores y 262 miembros de personal administrativo.
Son 5 las facultades: Derecho, Economía y Ciencias Sociales, Lengua y Literatura, Filosofía y Humanidades, Ciencias y Teología.

## Hay tres tipos de cursos
Cursos universitarios tradicionales: 
- Psicología
- Literatura
- Teología
- Filosofía

Profesionalmente orientada cursos en sus "escuelas":
- ESDES Business School
- Escuela ESTRI de Comunicacion, Traducción y Relaciones Internacionales
- Escuela ESQESE de Calidad y Seguridad, y Medio Ambiente
- Escuela de ingenieros ESTBB (en Bioquímica, Biología y Biotecnologias)
- Escuela de Formación IFTLM (para Técnicos de Laboratorios)
- Escuela BIO essep para aplicaciones profesionales en Biotecnología

Cursos específicos en los centros de formación y laboratorios de investigación
- Instituto de Lengua y Cultura (ILCF)
- Pierre Gardette Institute, que promueve las lenguas y culturas de la región de Rhône-Alpes
- Lyon Instituto de Derechos Humanos (IDHL)
- Instituto de Ciencias de la Familia (ISF)
- Centro Internacional de Estudios para el Desarrollo Local (CIEDEL)

## Biblioteca de la Universidad
La biblioteca principal en el Campus Carnot contiene 200.000 libros y 2.000 revistas en las áreas de la filosofía, la historia, la literatura, las humanidades, las ciencias naturales y de la teología.
El centro de recursos documentales se especializó en derecho, administración de empresas, idiomas, ciencias de la familia, los derechos humanos y el desarrollo local.
La biblioteca pertenece a la red SUDOC (Servicio Universitario de Documentación) que interconecta con unos 3.000 bibliotecas en Francia en otros lugares.